# Gerard Schipper
Gerard Schipper (Vlagtwedde, 23 november 1948 – Nieuw-Weerdinge, 12 mei 2025) was een Nederlands wielrenner. In 1982 won hij, samen met Maarten Ducrot, Frits van Bindsbergen en Gerrit Solleveld het wereldkampioenschap ploegentijdrijden.

## Biografie
Schipper werd geboren in Vlagtwedde. Hij werd bouwvakker en bouwde zijn eigen bungalow in Ter Apel. Tot zijn 23e voetbalde hij in het tweede elftal bij Sportvereniging Ter Apel (STA). Toen kwam hij door een meniscusblessure voor de keuze te staan om een operatie te ondergaan om door te kunnen voetballen, of te stoppen. Hij stopte en begon op advies van de vader van Dries Klein met wielrennen.
Schipper won zo'n tien amateurkoersen per jaar en wist twee keer het brons te veroveren tijdens de nationale baankampioenschappen bij de amateurs.
In juni 1981 won Schipper het eindklassement van Olympia's Tour, voor zijn landgenoot Gerrit Solleveld en de Rus Aleksandr Krasnov. Een dag eerder had hij de tijdrit in Zoetermeer gewonnen, waarna zijn oranje leiderstrui in de slotrit niet meer in gevaar kwam. In 1983 werd hij tweede in het eindklassement, achter de Oostduitser Mario Hernig.
In 1982 werd hij geselecteerd voor deelname aan het wereldkampioenschap in Goodwood. Samen met  Maarten Ducrot, Frits van Bindsbergen en Gerrit Solleveld won hij de ploegentijdrit van honderd kilometer. In totaal nam Schipper deel aan zes wereldkampioenschappen; drie op de weg en drie baan.
In 1985 won Schipper de Ronde van Noord-Holland, met een voorsprong van twintig seconden op favoriet Rick Hacken. Op het einde van het seizoen wilde Schipper stoppen, omdat hij een voltijdse baan had gekregen als wasman in een verpleegtehuis in Ter Apel. In 1986 bewees hij ook met veel minder trainingsuren, als clubrenner van wielervereniging Emmen, nog te kunnen winnen.
Op 12 mei 2025 overleed Schipper op 76-jarige leeftijd.

## Overwinningen
1981
7e etappe deel B Olympia's Tour
Eindklassement Olympia's Tour
1982
4e etappe Olympia's Tour
 Wereldkampioen 100 km ploegentijdrit, Amateurs (met Maarten Ducrot, Frits van Bindsbergen en Gerrit Solleveld)
1985
Ronde van Noord-Holland
1985
Ronde van Groningen